# Krisztofer Durázi
Krisztofer Durázi, né le 13 octobre 1998, à Szombathely, en Hongrie, est un joueur hongrois de basket-ball. Il évolue au poste d'ailier.